# Kolomania nipponensis
Kolomania nipponensis är en tvåvingeart som först beskrevs av Ouchi 1940.  Kolomania nipponensis ingår i släktet Kolomania och familjen vapenflugor. Inga underarter finns listade i Catalogue of Life.